# Marshall Crenshaw
Marshall Howard Crenshaw, född 11 november 1953 i Detroit, Michigan, är en amerikansk sångare, låtskrivare och musiker. Han är främst känd för låten "Someday, Someway" från hans självbetitlade debutalbum 1982. Även singeln "Whenever You're On My Mind" från hans andra album Field Day blev en mindre amerikansk hit. Under sin tidiga karriär jämfördes han ofta med Buddy Holly, vilken också var en inspiration för honom tillsammans med klassisk 1950-talsmusik och soulmusik.
I filmen La Bamba från 1987 spelade Crenshaw Buddy Holly.

## Diskografi
Studioalbum
- Marshall Crenshaw (1982)
- Field Day (1983)
- Downtown (1985)
- Mary Jean & 9 Others (1987)
- Good Evening (1989)
- Life's Too Short (1991)
- Miracle of Science (1996)
- #447 (1999)
- What's in the Bag? (2003)
- Jaggedland (2009)

Livealbum
- Live …My Truck Is My Home (1994)
- I've Suffered For My Art…Now It's Your Turn (2001)
- Marshall Crenshaw: Greatest Hits Acoustic (2002)
- Live From the Stone Pony (2003)
- Thank You, Rock Fans!! (2017)